# NGC 5300
 NGC 5300  هي مجرة حلزونية تقع في كوكبة العذراء.

## وصلات خارجية
- NGC 5300 على موقع ويكي سكاي: DSS2, SDSS, GALEX, IRAS, Hydrogen α, X-Ray, Astrophoto, Sky Map, Articles and images